# Da-that Island
Da-that Island är en ö i Myanmar. Den ligger i den södra delen av landet, 600 km söder om huvudstaden Naypyidaw. Arean är 0,14 kvadratkilometer.
Terrängen på Da-that Island är platt. Öns högsta punkt är 46 meter över havet. Omgivningarna runt Da-that Island är en mosaik av jordbruksmark och naturlig växtlighet.